# Pío XII (Jerez de la Frontera)
Pío XII es un barrio del distrito centro perteneciente a la ciudad de Jerez de la Frontera, Andalucía (España). Está situada junto a la antigua fábrica de botellas de Jerez y a las Bodegas Garvey. Cuenta con una población de 1.647 habitantes. En él se encuentra el CEIP Pío XII, que debe su nombre, al igual que el barrio, en honor al papa Pío XII.